# مندی ورشتگت
مندی ورشتگت (انگلیسی: Mandy Versteegt؛ زادهٔ ۲۳ فوریهٔ ۱۹۹۰) بازیکن فوتبال اهل پادشاهی هلند است.
وی همچنین در تیم ملی فوتبال زنان هلند بازی کرده‌است.